# المركز الوطني للتنمية الصناعية
المركز الوطني للتنمية الصناعية (البرنامج الوطني لتطوير التجمعات الصناعية سابقا) هو مركز حكومي سعودي يهدف لتطوير البنية التحتية الصناعية وتنويع الاقتصاد الوطني عن طريق التحول من الاعتماد على الثروات الطبيعية ممثلة في قطاع النفط إلى الثروات المكتسبة من ذلك القطاع.

## الأهداف
يهدف المركز إلى تطوير خمسة قطاعات صناعية سريعة النمو، وهي صناعة السيارات وأجزائها، وصناعة المعادن وعمليات التعدين، وصناعة البلاستيك ومواد التغليف، والصناعات الدوائية، وصناعة الطاقة الشمسية.

## القطاعات
- قطاع صناعة السيارات وأجزائها
- قطاع المعادن والصناعات المعدنية
- قطاع الكيماويات
- قطاع الطاقة وتحلية المياه
- قطاع الصناعات الدوائية والتقنية الحيوية[4]

## الفرص الاستثمارية
يعمل المركز على توطين الصناعات والتنويع الاقتصادي، وتنفيذ عدد من المشاريع الاستثمارية في السعودية، ويشمل ذلك عدة مجالات كصناعة السيارات، والصناعات التحويلية المتخصصة في التعدين واللدائن البلاستكية، إضافة لتجمع المعادن والصناعات المعدنية، وتجمع الصناعات الدوائية والتقنية الحيوية.

## مجلس الإدارة
م. بندر بن عبد الله الخريف وزير الصناعة والثروة المعدنية (رئيس مجلس الإدارة)
د. سعد بن عثمان القصبي. محافظ الهيئة السعودية للمواصفات والمقاييس والجودة
د. أحمد الفهيد. محافظ المؤسسة العامة للتدريب التقني والمهني
د. إبراهيم بابلي. نائب وزير الاقتصاد والتخطيط
أ. صالح شباب السلمي. مدير عام الهيئة العامة لتنمية لصادرات.
أ. عزام الزبن. رئيس قطاع الميزانية في وزارة المالية
د.إبراهيم بن سعد المعجل. مدير عام صندوق التنمية الصناعية
أ. يوسف عبد الله آل بنيان. رئيس مجلس الإدارة والرئيس التنفيذي لشركة سابك
أ. أحمد السعدي. النائب الأعلى لرئيس الخدمات الفنية، ارامكو السعودية
د. غسان عبد الرحمن الشبل. رئيس مجلس إدارة الخطوط الجوية العربية السعودية
أ. محمد عبد الله العدوان. الرئيس التنفيذي، شركة العدوان للصناعات الكيماوية المحدودة
أ. محمد عبد الله الخريف. الرئيس التنفيذي لمجموعة الخريف
د. فيليب يو. رئيس مجلس إدارة سبرنج سنغافورة
م. نزار بن يوسف جمال الحريري. رئيس التجمعات الصناعية
م. ثامر بن محمد المهيد. عضو من القطاع الخاص من المهتمين والمختصين وذوي الخبرة في المجالات ذات العلاقة بعمل المركز.
م. وليد بن عبدالمجيد أبو خالد. عضو من القطاع الخاص من المهتمين والمختصين وذوي الخبرة في المجالات ذات العلاقة بعمل المركز.
م. إحسان بن شكور بن محمد أبو غزالة. عضو من القطاع الخاص من المهتمين والمختصين وذوي الخبرة في المجالات ذات العلاقة بعمل المركز.
أ. محمود بن يوسف جمجوم. عضو من القطاع الخاص من المهتمين والمختصين وذوي الخبرة في المجالات ذات العلاقة بعمل المركز.